# Jacques Fieschi
Jacques Fieschi (Orano, 24 agosto 1948) è uno sceneggiatore francese.

## Biografia
Critico cinematografico negli anni settanta, è stato redattore della rivista Cinématographe dal 1975 al 1985, anno in cui ha cominciato a scrivere per il cinema. Nel corso di una lunga e prolifica carriera da sceneggiatore, ha collezionato quattro candidature ai premi César ed è anche passato dietro alla macchina da presa in un'occasione, col film La Californie, presentato nella sezione Un Certain Regard del Festival di Cannes 2006.

## Filmografia

### Sceneggiatore
- Police, regia di Maurice Pialat (1985)
- Qualche giorno con me (Quelques jours avec moi), regia di Claude Sautet (1988)
- Un week-end su due (Un week-end sur deux), regia di Nicole Garcia (1990)
- Sushi Sushi, regia di Laurent Perrin (1991)
- Archipel, regia di Pierre Granier-Deferre (1992)
- Un cuore in inverno (Un cœur en hiver), regia di Claude Sautet (1992)
- Notti selvagge (Les Nuits fauves), regia di Cyril Collard (1992)
- Le Fils préféré - Ospiti pericolosi (Le Fils préféré), regia di Nicole Garcia (1994)
- Le Roi de Paris, regia di Dominique Maillet (1995)
- Nelly e monsieur Arnaud (Nelly et Monsieur Arnaud), regia di Claude Sautet (1995)
- Mémoires d'un jeune con, regia di Patrick Aurignac (1996)
- L'École de la chair, regia di Benoît Jacquot (1998)
- Place Vendôme, regia di Nicole Garcia (1998)
- Augustin, roi du kung-fu, regia di Anne Fontaine (1999)
- Les Destinées sentimentales, regia di Olivier Assayas (2000)
- Sade - Segui l'istinto (Sade), regia di Benoît Jacquot (2000)
- Comment j'ai tué mon père, regia di Anne Fontaine (2001)
- L'avversario (L'Adversaire), regia di Nicole Garcia (2002)
- Nathalie..., regia di Anne Fontaine (2003)
- Une aventure, regia di Xavier Giannoli (2005)
- Quello che gli uomini non dicono (Selon Charlie), regia di Nicole Garcia (2006)
- La Californie, regia di Jacques Fieschi (2006)
- Johnny Mad Dog, regia di Jean-Stéphane Sauvaire (2007)
- La fille de Monaco, regia di Anne Fontaine (2008)
- Coco avant Chanel - L'amore prima del mito (Coco avant Chanel), regia di Anne Fontaine (2009)
- Toutes les filles pleurent, regia di Judith Godrèche (2010)
- Je ne vous oublierai jamais, regia di Pascal Kané (2010)
- Tre destini, un solo amore (Un balcon sur la mer), regia di Nicole Garcia (2010)
- La Mémoire dans la chair, regia di Dominique Maillet (2012)
- Colère, regia di Mohamed Zineddaine (2012)
- Un beau dimanche, regia di Nicole Garcia (2013)
- Yves Saint Laurent, regia di Jalil Lespert (2014)
- Mal di pietre (Mal de pierres), regia di Nicole Garcia (2016)
- Le Semeur, regia di Marine Francen (2017)
- L'apparizione (L'Apparition), regia di Xavier Giannoli (2018)
- Alien Crystal Palace, regia di Arielle Dombasle (2019)
- Amanti (Amants), regia di Nicole Garcia (2020)
- Illusioni perdute (Illusions perdues), regia di Xavier Giannoli (2021)

### Attore
- Ai nostri amori (À nos amours), regia di Maurice Pialat (1983)
- Le hasard mène le jeu, regia di Pierre Chenal – cortometraggio (1985)
- Un cuore in inverno (Un cœur en hiver), regia di Claude Sautet (1992)
- Irma Vep, regia di Olivier Assayas (1996)
- Jimmy Rivière, regia di Teddy Lussi-Modeste (2011)

### Regista
- La Californie (2006)

## Riconoscimenti
- Premio César
  - 1993 – Candidatura alla migliore sceneggiatura originale o adattamento per Un cuore in inverno
  - 1996 – Candidatura alla migliore sceneggiatura originale o adattamento per Nelly e monsieur Arnaud
  - 1999 – Candidatura alla migliore sceneggiatura originale o adattamento per Place Vendôme
  - 2017 – Candidatura al miglior adattamento per Mal di pietre
  - 2022 – Miglior adattamento per Illusioni perdute (Illusions perdues)
- Mostra internazionale d'arte cinematografica di Venezia
  - 1992 – Ciak d'oro speciale per Un cuore in inverno